# 乙酸钚酰钠
乙酸钚酰钠是一种钚化合物，化学式为NaPuO2(CH3COO)3，是难溶于水的粉色晶体，有放射性。

## 制备
乙酸钚酰钠可由硝酸钚酰、硝酸钠和乙酸在溶液中反应得到：
{\displaystyle {\mathsf {PuO_{2}(NO_{3})_{2}+NaNO_{3}+3CH_{3}COOH\ {\xrightarrow {}}\ NaPuO_{2}(CH_{3}COO)_{3}\downarrow +3HNO_{3}}}}
它也可由硝酸钚酰和饱和乙酸钠溶液反应，沉淀得到。

## 性质
它是粉色晶体，属立方晶系，P213空间群，晶胞参数a=10.670 Å，Z=4，与NaUO2(CH3COO)3同构。